# Suimanga carmelità
El suimanga carmelità (Chalcomitra fuliginosa) és un ocell de la família dels nectarínids (Nectariniidae).

## Hàbitat i distribució
Habita zones forestal costaneres de Sierra Leone, Libèria, Costa d'Ivori, Ghana, Togo, Benín, Nigèria, Camerun, Guinea Equatorial, sud-oest de Gabon, República del Congo, sud-oest de la República Democràtica del Congo i nord-oest d'Angola.